# Pseudocollinella flavilabris
Pseudocollinella flavilabris är en tvåvingeart som först beskrevs av Walter Leopold Victor Hackman 1968.  Pseudocollinella flavilabris ingår i släktet Pseudocollinella, och familjen hoppflugor. Arten är reproducerande i Sverige.